# 下乌金斯克区
下乌金斯克区（俄语：Нижнеудинский район）是俄罗斯联邦伊尔库茨克州下辖的一个区，其行政中心为下乌金斯克。据2016年统计，该区的人口为64475人。